# Ferapontovklostret

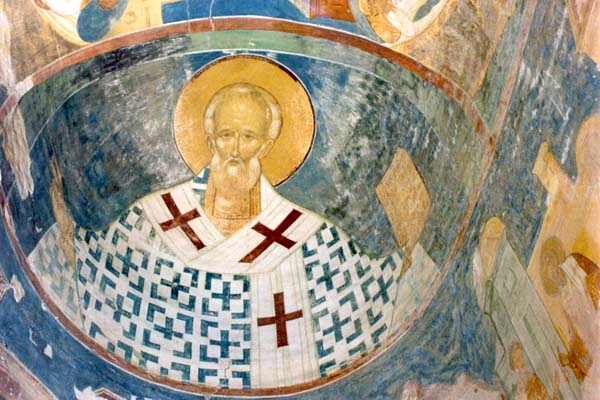
Sankt Nicholas, ryska köpmännens skyddshelgon. Fresk av Dionisius från Ferapontovklostret.

Ferapontovklostret (ryska: Ферапонтов монастырь), i Vologda oblast, Ryssland, är ett klostermuseum som anses vara ett av de vackraste exemplen på rysk medeltida arkitektur, motivationen given av världsarvskommittén för dess inskrivning på världsarvslistan.

## Historia
Klostret grundades av Sankt Ferapont år 1398 i det ogästvänliga norra Ryssland, öster om Kirillo-Belozerskijs kloster, och har fått sitt namn efter hans följeslagare munken Sankt Kirill av Beloozero. Klostrets ryktbarhet började spridas under Kirills lärjunge, Sankt Martinian, som sedermera blev abbot i Trefaldighetens-Sergius lavra 1447.
Även efter Martinians död skyddades och favoriserades klostret av Ivan III:s familj. Den äldsta byggnaden, Cathedral of Nativity of the Virgin (1490), byggdes i tegel av Rostovmästarna. Detta ståtliga byggnadsverk är det bäst bevarade av tre systerkatedraler resta på 1490-talet i norra Ryssland. Alla interiörväggarna är täckta med ovärderliga fresker av den stora medeltida målaren Dionisius.
Under 1530-talet tillkom en skattkammare, ett refektorium och en unik Marie Bebådelse-kyrka krönt med en beffroi. Vid den tiden åtnjöt klostret särskilda privilegier tilldelade av Ivan IV, och innehade omkring 60 byar i omgivningarna. Tsaren själv besökte ofta klostret som pilgrim.
Under Stora oredan hemsöktes klostret av polackerna. Under dess återhämtning tillkom de sista byggnaderna: den tältlika Saint Martinians kyrka (1641), en försvarskyrka (1650) och en klockstapel (1680). Beffroin från 1638 sägs vara den äldsta i Ryssland.
Då klostret gradvis förlorade sin religiösa betydelse blev det en plats för framstående präster i exil, såsom patriarken Nikon. Klostret lades ned av kejsar Paul I av Ryssland 1798. 1904 blev det återinrättat som ett konvent men stängdes 20 år senare av bolsjevikerna och förvandlades till ett museum 1975.